# Aljubarrota
Aljubarrota es una freguesia portuguesa del municipio de Alcobasa.

## Historia
El pueblo conserva su carácter histórico-medieval, con construcciones que, sin sobrepasar el primer piso, se caracterizan por el uso de cantería, columnas, ventanas de diversas formas y paredes blancas. En sus inmediaciones tuvo lugar una de las batallas más decisivas para la independencia nacional, la batalla de Aljubarrota, el 14 de agosto de 1385. Aljubarrota es el escenario de una feria medieval, que se celebra anualmente en agosto, en conmemoración de la Batalla.
Cabecera municipal y comarcal hasta principios del siglo XIX. Recuperó el estatus de villa el 2 de julio de 1993. Fue en Aljubarrota donde, en el siglo XVIII, nació Eugénio dos Santos, el arquitecto portugués responsable de la reconstrucción de la Baixa Pombalina en Lisboa tras el terremoto de 1755.
Fue creada el 28 de enero de 2013 en aplicación de una resolución de la Asamblea de la República de Portugal promulgada el 16 de enero de 2013 con la unión de las freguesias de Prazeres de Aljubarrota y São Vicente de Aljubarrota.

## Demografía
| Gráfica de evolución demográfica de Aljubarrota entre 2011 y 2021 |
|                                                                   |
| Datos según el nomenclátor publicado por el INE portugués.        |